# I vot prisjol Bumbo...
I vot prisjol Bumbo... (russisk: И вот пришёл Бумбо…) er en sovjetisk børneeventyrfilm  fra 1984 produceret af Lenfilm og instrueret af Nadesjda Kosjeverova. Filmen er baseret på historien "Elefant" af Aleksandr Kuprin og hans tidlige historier.

## Handling
Filmen finder sted i Skt. Petersborg omkring år 1900. Da Aleksandra, datter af en berømt læge, blev syg, kunne selv de mest erfarne læger ikke diagnosticere og helbrede hende. Men en dag mødte hendes far Ilja Mitrofanovitj ved et uheld en gammel bekendt, Kostja, en tidligere medicinstuderende og nu en tjener i et cirkus. Kostja kommer til pigens hus og fortæller hende om elefanten Bumbo. Pigen vil have elefanten til at besøge hende og spurgte sin far om lov. Direktøren for cirkusset nægtede at bringe elefanten ind i huset og er bange for at få en bøde. Ilja Mitrofanovitj er ked af det, men Akhmet bringer på Kostjas anmodning elefanten til Aleksandra, der kommer sig. Direktøren for cirkus afskediger Kostja og Akhmet, fordi circusset har fået en bøde af politiet for at føre en elefant gennem gaderne uden tilladelse fra myndighederne. Kostja og Akhmet rejser med Bumbo rejser mod syd til et andet cirkus. Ilja Mitrofanovitj og Aleksandra ankommer til stationen i sidste øjeblik og siger farvel til cirkusartisterne.

## Medvirkende
- Natasja Sjinakova som Aleksandra
- Oleg Basilasjvili som Ilja Mitrofanovitj
- Valerij Zolotukhin som Kostja
- Tatjana Pelttser
- Svetlana Nemoljaeva som Nika